# Neftalí Agrella
Neftalí Fructuoso de la Fuente Agrella (Mejillones, 21 de enero de 1896 - † Santiago, 24 de marzo de 1957) poeta, narrador, ensayista, autor teatral y periodista de Mejillones.

## Biografía
Neftalí Agrella es el primer poeta del norte grande, quien también incursionó en el cuento y la crónica periodística. Precursor del teatro superrealista en Chile, uno de los primeros autores nortinos con muy definida preocupación estética por las temáticas del mar.
Estudia en el Liceo de Valparaíso entre 1907 y 1909 cursando primero y segundo año básico para luego volver a Mejillones, donde a los doce años comienza a trabajar en la maestranza de Ferrocarriles. El 26 de agosto de 1915, se publica su poema ‘Urbi et orbi’ (Fragmento N° 1)”, que envía al suplemento literario del Mercurio de Antofagasta, convirtiéndose en su primera obra publicada bajo su primer pseudónimo, Nephalí de Lafontaine.
Padre del vanguardismo en Chile, que se concentró en Valparaíso de los años 20 y 30, donde tuvo a su alrededor poetas jóvenes como Pablo Neruda y Vicente Huidobro.
Su primer libro es Savia Roja (Mejillones, 1920), le sigue Poemas (Valparaíso, 1925), que reúne su  poesía en verso y prosa del periodo 1920-1925, influida por el simbolismo y vanguardismo de la época. gran poema elegíaco “El Capitán Abandonado” (1927-1935-1941), dividido en tres elegías, respectivamente.
En mayo de 1922, crea el manifiesto “Rosa Náutica”, Hoja vanguardista, con el respaldo de artistas e intelectuales chilenos de Valparaíso y Santiago, de extranjeros residentes en Valparaíso y con las adhesiones de latinoamericanos cosmopolitas como Borges, Maples Arce, Huidobro y Edwards Bello.
En 1924, Neftalí Agrella junto al músico porteño Pablo Garrido fundan la revista “Periódico de Literatura y Arte Moderno: Nguillatún”, que fue uno de los centros de las ideas vanguardistas en el país.
Luego, editó su selección de cuentos en el libro El Alfarero Indio (1933), que incluye 3 narraciones breves de carácter indigenista: El Alfarero Indio, El Disco Destructor, Mamá Ojllu; y 2 de carácter imaginista: Cowboys Bajo Orión y La Muerte de los Amantes.
Su amigo de Andrés Sabella, mantuvo vivo su recuerdo en las décadas 60 - 70, cuando desapareció de la literatura nacional. Así mismo, Jorge Peralta Hidalgo, publicó el año 1983 el libro "Neftalí Agrella", iniciando su rescate.
Parte de su obra fue recuperada en el libro "Espiral de Humo en lo Infinito", editado por la Universidad Católica del Norte, bajo la supervisión del integrante de la Academia Chilena de la Lengua, Osvaldo Maya Cortés y el escritor Sergio Gaytán Marambio.  

## Obras
- Savia Roja (1920)
- Poemas (1925)
- El Alfarero Indio (1933).